# Backhaus (Familienname)
Backhaus ist ein deutscher Familienname.

## Namensträger
- Alexander Backhaus (1865–1927), deutscher Agrarwissenschaftler, nationalliberaler Agrarreformer und Hochschullehrer
- André Backhaus (* 1970), deutscher Ringer
- Anja Backhaus (* 1975), deutsche Radio- und Fernsehmoderatorin
- Arno Backhaus (* 1950), deutscher Liedermacher und Aktionskünstler
- Arno Backhaus (Maler) (* 1952), deutscher Maler
- Bruno Backhaus (1904–1973), deutscher Verwaltungsjurist
- Carl Backhaus (1902–1992), deutscher Unternehmer und Widerstandskämpfer
- Dieter Backhaus (* 1937), deutscher Fußballspieler
- Egon Backhaus (1927–2002), deutscher Geologe
- Eike Backhaus (* 1965), deutscher Radsportler
- Emanuel Backhaus (1884–1958), deutscher Rechtsanwalt, Politiker (NSDAP) und Präsident der Bremischen Bürgerschaft
- Franz Backhaus (1870–?), deutscher Chirurg, Erfinder der Backhaus-Klemme
- Friedrich Backhaus (Politiker) (1797–1869), deutscher Ökonom und Politiker
- Friedrich Backhaus senior (1857–1921), deutscher Bildhauer
- Friedrich Backhaus junior (1909–1942), deutscher Bildhauer
- Fritz Backhaus (* 1957), deutscher Historiker
- Georg Backhaus (Maler) (1870–nach 1949), deutscher Landschafts-, Genre- und Porträtmaler
- Georg Backhaus (Ingenieur) (1910–2008), deutscher Ingenieur und Hochschullehrer
- Georg F. Backhaus (Georg Friedrich Backhaus; * 1955), deutscher Agrarwissenschaftler
- Gerald Backhaus, deutscher Filmemacher, Autor und Journalist
- Gerd Backhaus (* 1942), deutscher Fußballspieler
- Gottfried Backhaus (* 1958), deutscher Politiker
- Hans-Georg Backhaus (* 1929), deutscher Ökonom und Philosoph
- Heiner Backhaus (* 1982), deutscher Fußballspieler
- Heinrich Backhaus (1888–1943), deutscher Politiker (NSDAP)
- Helga Backhaus (* 1953), deutsche Langstrecken- und Ultramarahtonläuferin
- Helmuth M. Backhaus (1920–1989), deutscher Schriftsteller, Filmregisseur, Conférencier und Schauspieler
- Hermann Backhaus (Agrarwissenschaftler) (1817–1901), deutscher Agrarwissenschaftler und Politiker
- Hermann Backhaus (Elektrotechniker) (1885–1958), deutscher Elektrotechniker und Rektor der TH Karlsruhe
- Hubertus Backhaus (1945–2012), deutscher Politiker (CDU)
- Jessica Backhaus (* 1970), deutsche Fotografin
- Johann Christian Backhaus (1695–1741), deutscher Jurist und Amtmann
- Johann Ludwig Backhaus (1715–1771), deutscher Organist
- Johannes Backhaus (Pädagoge) (auch Johannes Christian Nikolaus Backhaus; 1826–1897), deutscher Schulverwaltungsbeamter und Schriftsteller
- Johannes Eberhard Backhaus (1822–1876), deutscher Theologe und Hochschullehrer
- José Backhaus (1884–1922), chilenischer Maler
- Julien Backhaus (* 1986), deutscher Medienunternehmer, Zeitschriftenverleger und Buchautor
- Jürgen Backhaus (* 1950), deutscher Finanzwissenschaftler
- Klaus Backhaus (* 1947), deutscher Ökonom und Empiriker
- Knut Backhaus (* 1960), deutscher katholischer Theologe
- Mio Backhaus (* 2004), deutsch-japanischer Fußballtorwart
- Paul Rudolf Backhaus (1879–1955), deutscher Bildhauer
- Peter Backhaus (1940–2012), deutscher Politiker (FDP)
- Peter H. Backhaus (1922–2007), deutscher Filmemacher
- Ralph Backhaus (* 1950), deutscher Jurist und Rechtshistoriker
- Robin Backhaus (Schwimmer, 1955) (* 1955), US-amerikanischer Schwimmer
- Robin Backhaus (Schwimmer, 1989) (* 1989), deutscher Schwimmer
- Sascha Backhaus (* 1979), deutscher Schauspieler
- Sven Backhaus (* 1968), deutscher Fußballspieler
- Thomas Backhaus, deutscher Professor für Ökotoxikologie an der Universität Göteborg
- Tilemann Backhaus (auch: Backhusius; 1624–1666), deutscher Pädagoge
- Till Backhaus (* 1959), deutscher Politiker (SPD), MdL und Minister
- Tilo Backhaus (* 1986), deutscher Volleyball- und Beachvolleyballspieler
- Tobias Backhaus (* 1984), deutscher Jazzmusiker
- Uwe Backhaus (* 1966), deutscher Fußballspieler
- Wilhelm Backhaus (1884–1969), deutscher Pianist
- Wilhelm Emanuel Backhaus (1826–1896), deutscher Kaufmann, Publizist und Politiker